# Standard Oil
Standard Oil Co. Inc. byla americká monopolní ropná společnost, zabývající se těžbou, přepravou, rafinací a prodejem ropných produktů. Založili ji roku 1870 v Ohiu John D. Rockefeller a Henry Flagler. Svého času byla největší ropnou rafinérií na světě. Její historie jako jedné z prvních a největších nadnárodních korporací na světě skončila v roce 1911, kdy Nejvyšší soud Spojených států amerických v precedentním případě rozhodl, že Standard Oil je nelegální monopol.
Standard Oil zpočátku dominoval na trhu s ropnými produkty prostřednictvím horizontální integrace v rafinérském sektoru, v pozdějších letech pak prostřednictvím vertikální integrace. Společnost byla průkopníkem na poli průmyslového trustu. Trust Standard Oil zefektivnil výrobu a logistiku, snížil náklady a podlomil konkurenci. Kritici vinili Standard Oil z používání agresivních cenových praktik za účelem zničení konkurentů a vytvoření monopolu, který ohrožoval ostatní podniky.
Rockefeller řídil společnost až do svého odchodu do důchodu v roce 1897, zůstal však hlavním akcionářem. Roku 1911, po rozdělení trustu Standard Oil na 34 menších společností, se stal nejbohatším mužem na světě, jelikož počáteční zisky těchto samostatných podniků se ukázaly být v součtu mnohem větší než zisky původní společnosti. Její nástupci jako ExxonMobil nebo Chevron stále figurují mezi světově největšími společnostmi podle tržeb. Od roku 1882 byl Rockefellerovým osobním asistentem John Dustin Archbold. Po roce 1896 se Rockefeller stáhl z řízení podniku, aby se soustředil na své filantropické zájmy a nechal vedení Standard Oil na Archboldovi. Mezi další významné ředitele podniku patřil například Henry Flagler, budovatel Florida East Coast Railway a tamějších prázdninových měst, nebo Henry H. Rogers, stavitel Virginian Railway.